# Carlos Slim Helú
Carlos Slim Helú, född 28 januari 1940 i Mexico City, är en mexikansk affärsman. Han rankades 2013 som världens rikaste person med en förmögenhet på 73 miljarder dollar.
I juli 2014 hade han en förmögenhet på över 74 miljarder dollar. I juli 2016 hade han en förmögenhet på knappt 50 miljarder dollar.
Hans far Julian Slim Haddad, ursprungligen Yusef Salim Haddad, var en kristen maronit från Jezzine i Libanon. Slims mor, Linda Helú, var även hon kristen libanes.
Slim har byggt sin förmögenhet genom investeringar i telekombranschen. Han driver Latinamerikas största mobiloperatör (América Móvil) med över 130 miljoner användare 2007 som i sin tur äger Mexikos största mobiloperatör (Telcel) och det största företaget för marktelefoni (Telmex). Vidare är han ägare till olika butikskedjor, banker, cigarettbolag (Cigatam) och en restaurangkedja (Sanborns) som finns i hela Mexiko.
Privatiseringen av Telmex, som är grunden till Carlos Slims stora förmögenhet, genomfördes genom så kallad "publik" auktion i december 1990 efter dekret av Mexikos dåvarande president Carlos Salinas de Gortari. Slim i konsortium med bland andra France Telecom vann auktionen trots att det fanns flera högre bud från utländska investerare.